# Telegramgate
Telegramgate war ein politischer Skandal in Puerto Rico, der im Sommer 2019 durch die Veröffentlichung von Chatnachrichten ausgelöst wurde. Darin äußerten sich führende Politiker beleidigend über große Teile der Bevölkerung. Dies führte zu den größten Massenprotesten in der Geschichte der Insel und zum Rücktritt des Gouverneurs Ricardo Rosselló und weiterer Regierungsmitglieder.
Der Name des Skandals leitet sich vom verwendeten Instant-Messaging-Dienst Telegram ab. Bezogen auf den prominentesten Akteur und in Anlehnung an WikiLeaks kursierte auch die Bezeichnung RickyLeaks.

## Auslöser
Am 8. Juli 2019 veröffentlichten lokale Medien Auszüge aus privaten Telegram-Chatnachrichten zwischen Rosselló und seinen engsten Vertrauten, darunter Lobbyisten. Am 13. Juli 2019 wurden nahezu 900 Seiten mit Chatnachrichten von der puerto-ricanischen NGO für investigativen Journalismus, Centro de Periodismo Investigativo (CPI), veröffentlicht.

### Inhalt der Chatnachrichten
Die Nachrichten der Chatgruppe wurden als vulgär, frauenfeindlich und homophob empfunden. Die ausschließlich männlichen Mitglieder der Gruppe machten sich über politische Rivalen, aber auch über eigene Anhänger und bekannte Persönlichkeiten wie den Sänger Ricky Martin lustig und äußerten sich respektlos über die Opfer des Hurrikans Maria von 2017. Dazu weckten die Nachrichten den Verdacht, dass es zu Interessenkonflikten und Korruption gekommen ist.

### Mitglieder der Chatgruppe
Zu den elf Mitgliedern der Chatgruppe zählen unter anderem:
- Ricardo Rosselló, Gouverneur von Puerto Rico
- Luis Gerardo Rivera Marín, Vizegouverneur und Secretary of State von Puerto Rico
- Anthony Maceira, Minister für öffentliche Angelegenheiten von Puerto Rico
- Raúl Maldonado, bis Juni 2019 Finanzminister von Puerto Rico[5]
- Ricardo Llerandi, Stabschef des Gouverneurs, Verwaltungschef der Residenz des Gouverneurs und Direktor der Abteilung für Handel und Export[6]
- Christian Sobrino, hoher Finanzbeamter
- Elías Sánchez, Lobbyist und Rossellós Wahlkampfleiter bei der Gouverneurswahl 2016

## Proteste und politische Konsequenzen

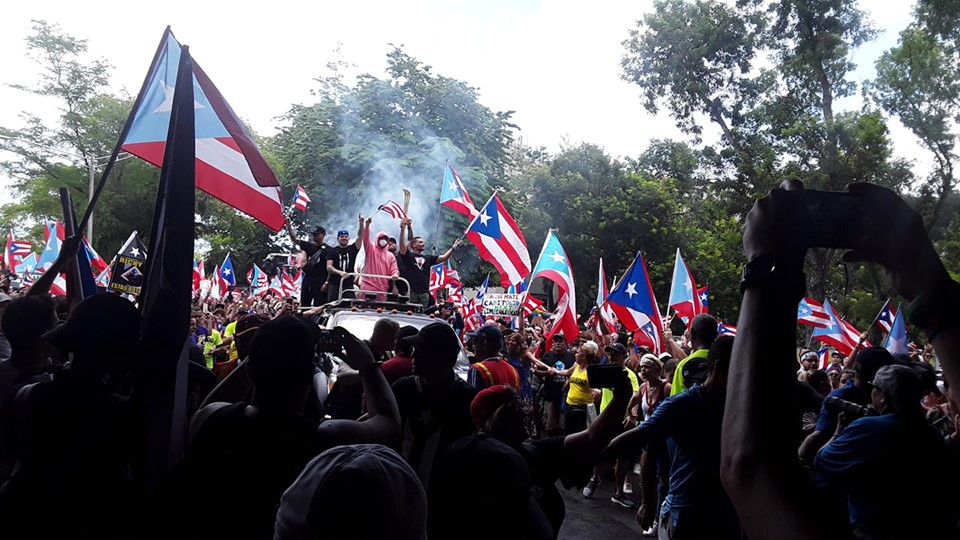
Demonstranten feiern die Ankündigung des Rücktritts des Gouverneurs am 25. Juli 2019

In dem von einer langanhaltenden Wirtschaftskrise, dem schwierigen Wiederaufbau nach dem Hurrikan und mehreren Korruptionsskandalen gezeichneten Land empfanden viele Puerto-Ricaner die Enthüllungen als Tropfen, der das Fass zum Überlaufen brachte. Rosselló brach seinen Urlaub in Europa ab und kehrte am 11. Juli 2019 nach Puerto Rico zurück. Bereits am Flughafen wurde er von Demonstranten empfangen, die ihren Protest dann bei seiner Residenz fortsetzten und die seinen Rücktritt forderten. Es war Auftakt für eine Serie von fast täglichen Massenprotesten mit teilweise mehr als 500.000 Teilnehmern. An den Demonstrationen beteiligte Musiker wie Ricky Martin, Bad Bunny, Residente oder iLe wurden gleichsam Galionsfiguren der Protestbewegung. Auch Sportler wie Carlos Delgado, Jaime Espinal und Félix Trinidad unterstützen die Proteste. Eine der Formen des Protests war der Cacerolazo.
Am 13. Juli kam es zu ersten Rücktritten: Vizegouverneur Luis Marín und der Finanzbeamte Christian Sobrino legten ihre Ämter zurück. Am 17. Juli ordnete das Justizministerium an, alle an der Chatgruppe Beteiligten vorzuladen und ihre Mobiltelefone zu inspizieren. Unterdessen kam es bei Demonstrationen zum Einsatz von Tränengas.
Am 19. Juli richtete der Präsident des puerto-ricanischen Repräsentantenhauses ein Komitee ein, das die Frage klären sollte, ob Gründe für ein Amtsenthebungsverfahren gegen den Gouverneur vorliegen. Am 23. Juli ordnete ein Richter die Herausgabe der Mobiltelefone der Mitglieder der Chatgruppe an. Am selben Tag legte Ricardo Llerandi alle seine Funktionen zurück. Rosselló hingegen erklärte, nicht zurücktreten zu wollen. Am 24. Juli beschloss der Präsident des Repräsentantenhauses nach Beratung durch das Komitee ein Amtsenthebungsverfahren einzuleiten. Daraufhin erklärte Rosselló am Abend, am 2. August zurückzutreten.
Am 28. Juli trat Anthony Maceira zurück.
Da der verfassungsmäßige Nachfolger für das Amt des Gouverneurs, Vizegouverneur Marín bereits zurückgetreten war, war die Justizministerin Wanda Vázquez Garced nächste in der Nachfolge. Sie stand selbst in der Kritik, ihr wurde vorgeworfen, die Strafverfolgung gegen Parteikollegen nicht korrekt durchgeführt zu haben. Auf den nach wie vor stattfindenden Demonstrationen wurde nun – sozusagen präventiv – bereits der Rücktritt von Vázquez gefordert. Sie selbst teilte über Twitter mit, den Posten als Gouverneur nicht anzustreben. Der verfassungsmäßig nächste Kandidat wäre der Finanzminister Francisco Parés gewesen, doch da er erst 31 Jahre alt war, und für den Gouverneursposten ein Mindestalter von 35 Jahren vorgesehen ist, kam er nicht in Frage.
Schließlich nominierte Rosselló am 31. Juli den früheren Vertreter Puerto Ricos im US-Kongress, Pedro Pierluisi, als Vizegouverneur und somit als verfassungsmäßigen Nachfolger im Amt des Gouverneurs. Pierluisi wurde am 2. August 2019 vom Repräsentantenhaus Puerto Ricos als Vizegouverneur bestätigt. Am selben Tag wurde er als neuer Gouverneur von Puerto Rico vereidigt. Da allerdings die Bestätigung als Vizegouverneur von der zweiten Kammer des Parlaments, dem Senat, noch ausstand, wurde die Rechtmäßigkeit der Angelobung als Gouverneur vielfach in Zweifel gezogen. Nach einer Beschwerde des Senats urteilte der Oberste Gerichtshof Puerto Ricos am 7. August 2019, dass Pierluisis Vereidigung nicht verfassungsgemäßg war und er somit nicht im Amt des Gouverneurs bleiben kann. Daher wurde um 17:00 Uhr desselben Tages Wanda Vázquez Garced als neue Gouverneurin vereidigt.

## Belege
1. 1 2 3 4 5  Nicole Acevedo: What's behind Puerto Rico's protests, scandal? Here's 5 things to know. In: nbcnews.com. 19. Juli 2019, abgerufen am 3. August 2019 (englisch).
2. 1 2  Andreas Evelt: Rücktritt von Puerto Ricos Gouverneur – Die neue Macht des Volkes. In spiegel.de. 26. Juli 2019, abgerufen am 3. August 2019.
3. 1 2 3  Nach Massenprotesten: Puerto Ricos Gouverneur tritt zurück. In: orf.at. 25. Juli 2019, abgerufen am 3. August 2019.
4. ↑  Fast alle Bürger beschimpft: „Rickyleaks“ kosten Puerto Ricos Gouverneur den Job. In: derstandard.at. 25. Juli 2019, abgerufen am 3. August 2019.
5. ↑   Michael Deibert: Puerto Rico Governor Ousts Treasurer Amid Reported FBI Probe. In: bloomberg.com. 24. Juni 2019, abgerufen am 3. August 2019 (englisch).
6. 1 2  Frances Robles, Patricia Mazzei: Puerto Rico Authorities Seize Cellphones Connected to Online Chat That Triggered Uprising. In: nytimes.com. 23. Juli 2019, abgerufen am 4. August 2019 (englisch).
7. ↑  Embattled Puerto Rico governor asks forgiveness for profanity-laced rant in leaked messages. In: cbsnews.com. 12. Juli 2019, abgerufen am 3. August 2019 (englisch).
8. 1 2  Nicole Acevedo, Gabe Gutierrez, Annie Rose Ramos: Puerto Ricans flood streets, demand resignation of governor in huge protest. In: nbcnews.com. 22. Juli 2019, abgerufen am 4. August 2019 (englisch).
9. ↑  Mónica B. Ocasio Vega Op-Ed: Puerto Ricans Turn to Cacerolas When Their Voices Have Been Silenced or Ignored. In: remezcla.com. 24. Juli 2019, abgerufen am 20. Januar 2020 (englisch).
10. ↑  Luis Valentin Ortiz: Top Puerto Rico officials resign in group chat scandal that ensnares governor. In: reuters.com. 14. Juli 2019, abgerufen am 4. August 2019 (englisch).
11. ↑  Nicole Chavez, Eliott C. McLaughlin, Leyla Santiago, Mayra Cuevas, Meridith Edwards: Puerto Rico protesters are clearing the streets after a night of demonstrations included police firing tear gas. In: cnn.com. 18. Juli 2019, abgerufen am 4. August 2019 (englisch).
12. ↑  Mayra Cuevas, Dakin Andone, Amir Vera: Impeachment committee forms in Puerto Rico as protesters call for Gov. Rosselló to resign. In: cnn.com. 20. Juli 2019, abgerufen am 4. August 2019 (englisch).
13. ↑  Patricia Mazzei, Frances Robles: Ricardo Rosselló, Puerto Rico’s Governor, Resigns After Protests. In: nytimes.com. 24. Juli 2019, abgerufen am 4. August 2019 (englisch).
14. ↑  Abel Alvarado: Renuncia Anthony Maceira, secretario de Asuntos Públicos de Puerto Rico. In: cnnespanol.cnn.com. 28. Juli 2019, abgerufen am 4. August 2019 (spanisch).
15. ↑  Puerto Rico governor's chosen successor may not be in place when Ricardo Rosselló resigns Friday. In: cbsnews.com. 1. August 2019, abgerufen am 4. August 2019 (englisch)
16. ↑  Frances Robles, Patricia Mazzei: Puerto Rico Governor Names Pedro Pierluisi as His Possible Successor. In: nytimes.com. 31. Juli 2019, abgerufen am 4. August 2019 (englisch).
17. ↑  Frances Robles, Patricia Mazzei: Ricardo Rosselló Steps Down as Puerto Rico’s Governor, and Pedro Pierluisi is Sworn in to Succeed Him. In: nytimes.com. 2. August 2019, abgerufen am 3. August 2019 (englisch).
18. ↑  Patricia Mazzei, Frances Robles: Puerto Rico Supreme Court Rules New Governor Was Unlawfully Sworn In. In: nytimes.com. 7. August 2019, abgerufen am 7. August 2019 (englisch).
19. ↑  Nicole Acevedo: Puerto Rico has third governor in a week after Rosselló's successor ruled unconstitutional. In: nbcnews.com. 7. August 2019, abgerufen am 7. August 2019 (englisch).